# Capilla Conmemorativa Luce
La Capilla Conmemorativa Luce (en chino: 路思義教堂) es una capilla cristiana en el campus de la Universidad de Tunghai, en Taichung, Taiwán. Fue diseñada por el arquitecto y artista Chen Chi Kwan en colaboración con la firma del conocido arquitecto Ieoh Ming Pei, y nombrada en honor del Reverendo Henry W. Luce, un misionero estadounidense que trabajó en China a finales del siglo XIX y fue padre del poderoso editor Henry Luce.
El proyecto fue planeado originalmente en abril de 1954, pero se mantuvo en suspenso hasta julio de 1960. La construcción se llevó a cabo entre septiembre de 1962 y noviembre de 1963. Los costos de construcción alcanzaron los 125.000 dólares USA.